# Список дипломатических миссий Монголии

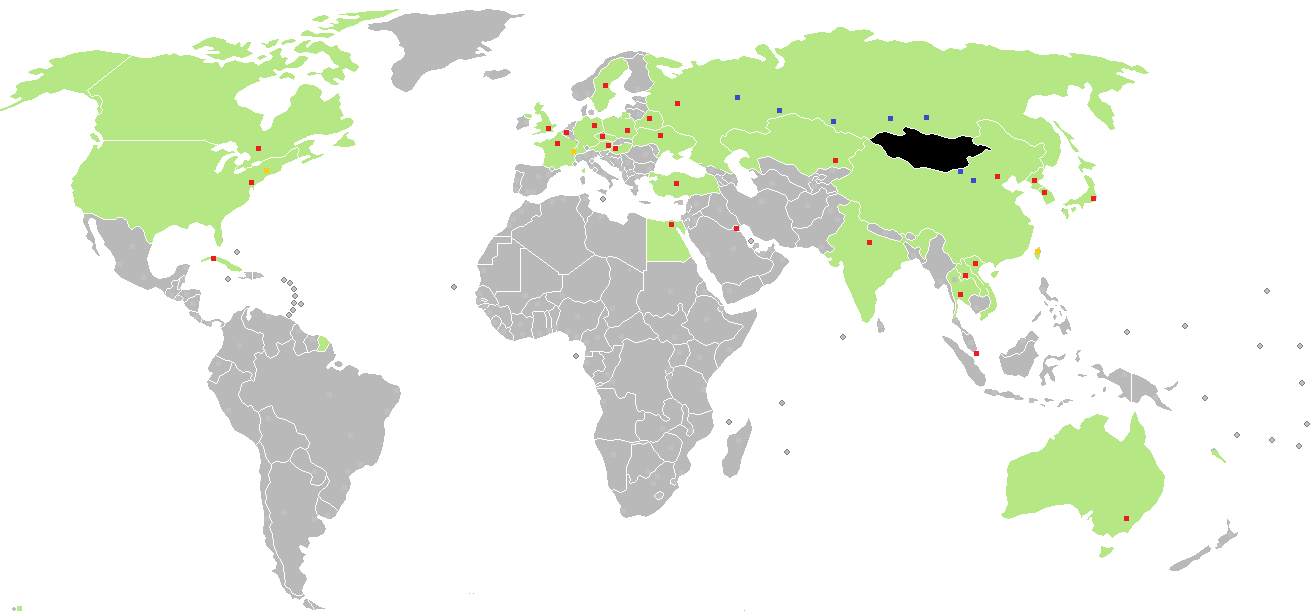

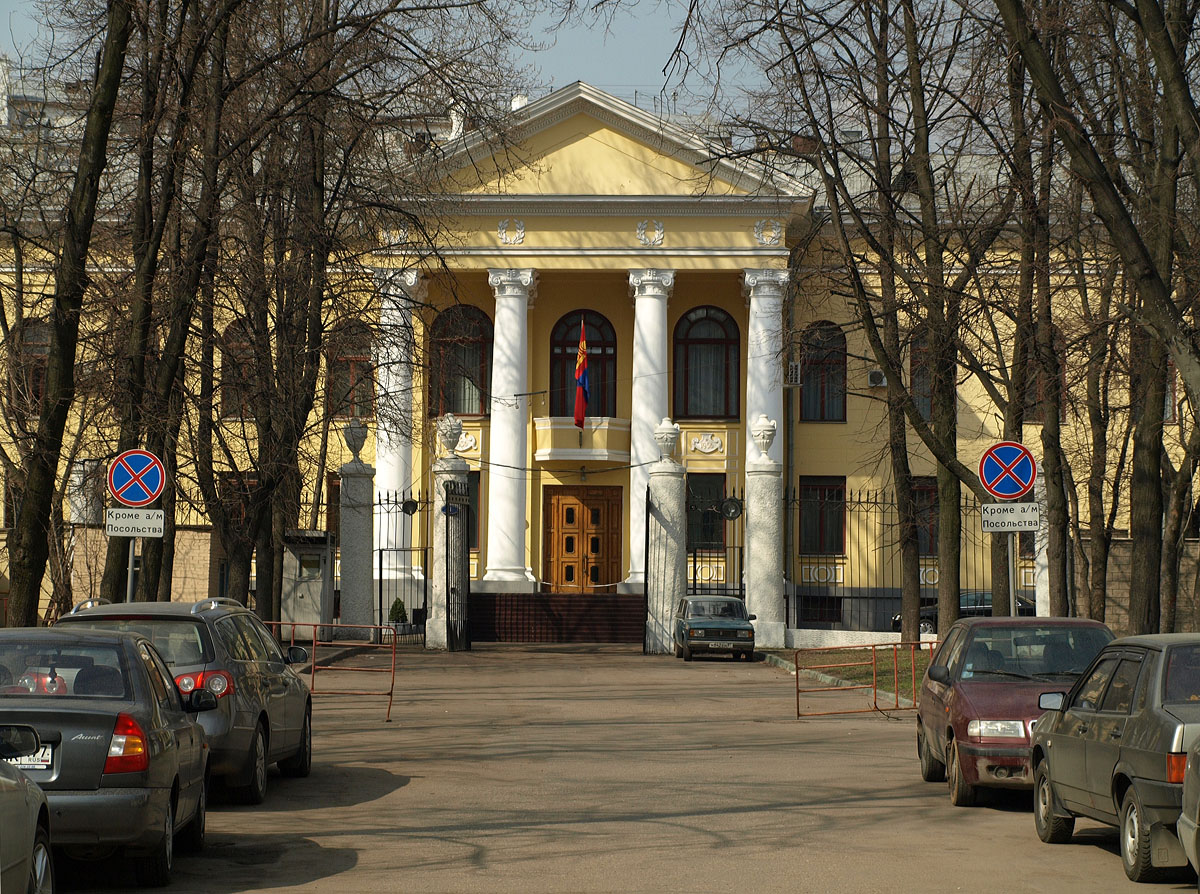
Посольство Монголии в Москве

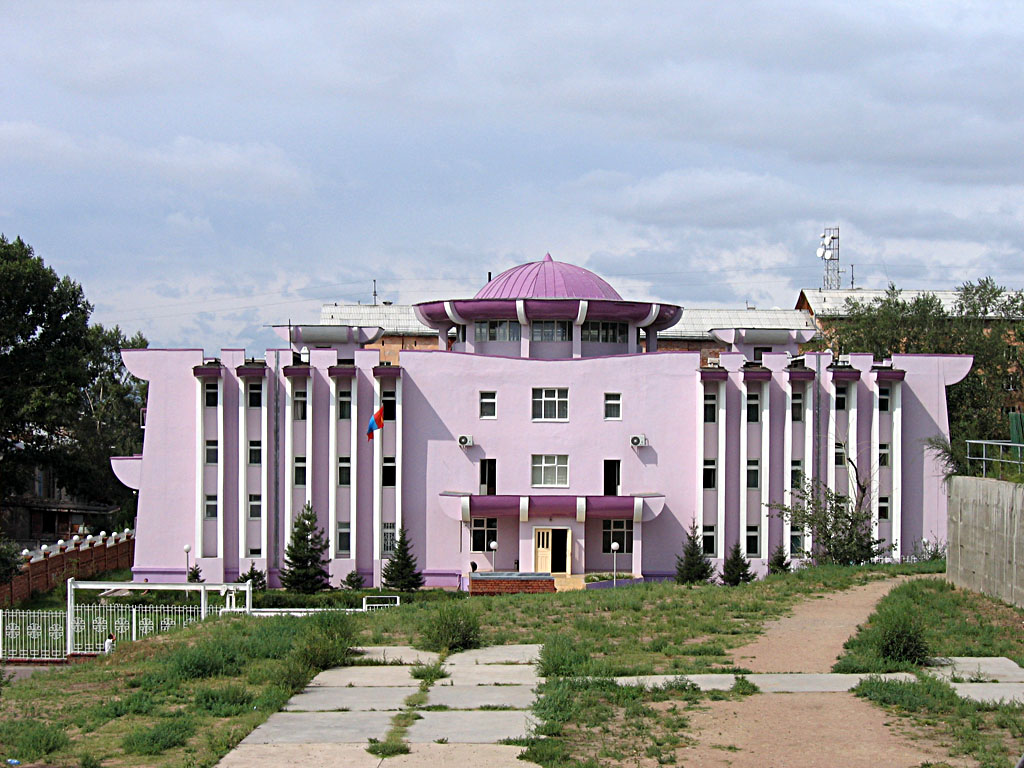
Генеральное консульство Монголии в Улан-Удэ

Список дипломатических миссий Монголии — Монголия до 1990-х годов традиционно поддерживала отношения со странами Восточной Европы, а также с государствами Азии и Европы. Особенно расширились дип представительства после 1990-х годов. В 1989 году открыла посольство в Вашингтоне (США).

## Европа
- Австрия, Вена (посольство)
- Белоруссия, Брест (консульство)
- Бельгия, Брюссель (посольство)
- Болгария, София (посольство)
- Чехия, Прага (посольство)
- Франция, Париж (посольство)
- Германия, Берлин (посольство)
- Венгрия, Будапешт (посольство)
- Италия, Рим (посольство)
- Польша, Варшава (посольство)
- Россия, Москва (посольство)
  - Екатеринбург (почётное консульство)
  - Иркутск (генеральное консульство)
  - Кызыл (генеральное консульство)
  - Улан-Удэ (генеральное консульство)
  - Элиста (консульство)
- Испания, Мадрид (посольство, запланировано открытие)
- Швеция, Стокгольм (посольство)
- Украина, Киев (консульство)
- Великобритания, Лондон (посольство)

## Америка
- Канада, Оттава (посольство)
- Куба, Гавана (посольство)
- США, Вашингтон (посольство)
  - Сан-Франциско (генеральное консульство)

## Африка
- Египет, Каир (посольство)

## Азия
- Китай, Пекин (посольство)
  - Эрэн-Хото (генеральное консульство)
  - Хух-Хото (генеральное консульство)
  - Гонконг (генеральное консульство)
  - Шанхай (консульство, запланировано открытие)
  - Урумчи (консульство, запланировано открытие)
- Индия, Нью-Дели (посольство)
- Япония, Токио (посольство)
  - Осака (генеральное консульство)
- Казахстан, Астана (посольство)
  - Алма-Ата (генеральное консульство)
- Кувейт, Эль-Кувейт (посольство)
- КНДР, Пхеньян (посольство)
- Южная Корея, Сеул (посольство)
- Лаос, Вьентьян (посольство)
- Сингапур (посольство)
- Тайвань, Тайбэй (торгово-экономическое представительство)
- Таиланд, Бангкок (посольство)
- Турция, Анкара (посольство)
- Вьетнам, Ханой (посольство)

## Океания
- Австралия, Канберра (посольство)

## Международные организации
- - Брюссель (представительство при ЕС)
  - Женева (постоянное представительство при учреждениях ООН)
  - Нью-Йорк (постоянное представительство при ООН)